# Ильин, Евгений Николаевич
Ильин Евгений Николаевич (род. 8 ноября 1929, Ленинград — 27 октября 2017) — советский и российский педагог, учитель литературы 307-й, затем 516-й средней школы Ленинграда (С.-Петербурга). В 1960—70-х годах разработал оригинальную концепцию преподавания литературы на основе педагогического общения. Система Ильина стала одной из составляющих педагогики сотрудничества.

## Биография
В годы блокады, будучи школьником, во время обстрела с тяжелой контузией был доставлен в госпиталь. В августе 1950 года, выдержав конкурс 19 человек на место, поступил в Ленинградский университет. В 1955 году окончил филологический факультет Ленинградского государственного университета . Учился у Е.И. Наумова, Б.И. Бурсова, Г.А. Бялого, Г.П. Макогоненко, И.П. Еремина, В.Я. Проппа, П.Н. Бердникова, А.Г. Дементьева. С конца 1950-х годов преподавал литературу в вечерней школе, затем свыше 30 лет в средних школах № 307 и № 516.
Похоронен на Большеохтинском кладбище Санкт-Петербурга.

## О нём
Вся его жизнь — это борьба за внимание. Не за дисциплину, не за тишину на уроке — за внимание. Но разве и во всей школе, и в искусстве, и во всем мире не идет сегодня борьба за внимание людей — за людей? Ильин говорит только о своем классе, но попадает в самый нерв современности.
На этот поразительный по точности и простоте вопрос — как завоевать внимание учеников — Ильин отвечает с такою же неожиданной простотой. Он говорит, что урок литературы надо строить точно теми же средствами, какими строится художественное произведение. Ребята внимательны и активны, «когда с ними разговаривают языком неожиданных приемов, метких деталей, жгучих вопросов… — словом, языком искусства». Прием, деталь и вопрос — в этих трех словах весь Ильин.

## Сочинения
- Урок продолжается. — М., 1973.
- Искусство общения. — М., 1982.
- Роман М. А. Шолохова «Поднятая целина» (Из опыта работы). Кн. для учителя. — М., 1985.
- Шаги навстречу. — М., 1986.
- Рождение урока. — М., 1986.
- Путь к ученику. — М., 1988.
- Герой нашего урока. — М., 1991.
- «Минувших дней итоги…» — Л., 1991.
- Из блокнота словесника. — СПб., 1993.
- Давайте соберемся. — М., 1994 (соавт.).
- Как увлечь книгой. — СПб., 1995.
- Воспитаем читателя. — СПб., 1995.